# San Benedetto (Nápoly)
A San Benedetto plébánia egy nápolyi templom, a via Arco Mirelli 27. szám alatt. Egy kis bencés kolostor mellett épült fel, melyet szanatóriumként használtak a kedvező éghajlati viszonyok miatt. Többször is újjáépítették, mai formáját a 19. században nyerte el. Belső díszítései közül említésre méltó Nicola Malinconico két festménye.